# 吉川貴久
吉川 貴久（よしかわ よしひさ、1936年9月4日 - 2019年10月12日）は、日本の射撃競技（ピストル種目）選手。福岡県警察所属の警察官。1960年ローマオリンピック・1964年東京オリンピックの男子フリーピストル銅メダリスト。日本にオリンピック射撃競技初のメダルをもたらし、2大会連続のメダリストとなった。
オリンピックのほかアジア競技大会やISSF世界射撃選手権・アジア射撃選手権などの国際大会でも活躍、1966年アジア競技大会および1967年アジア射撃選手権大会で金メダルを獲得している。

## 経歴
福岡県出身。福岡県立戸畑中央高等学校卒業。
1960年ローマオリンピックに23歳で出場。男子フリーピストル種目（以下、吉川の国際大会出場はすべて同種目）マフムド・ウマロフと同点（552点）で並び、シュートオフの末に銅メダル。日本の射撃選手として初のオリンピックメダリストとなった。
1962年の世界射撃選手権（カイロ）で銀メダル。
1964年東京オリンピックではヨハン・ガレーと同点（554点）で並び、10点圏の命中数差で勝った吉川が銅メダルを獲得した（1964年東京オリンピックの射撃競技参照）。2020年現在、オリンピックの射撃競技で複数のメダルを獲得しているのは吉川のみである。
1966年アジア競技大会（バンコク）で金メダル。1967年のアジア射撃選手権大会 (Asian Shooting Championships) （東京）で金メダル。同大会では1971年のソウル大会でも銀メダルを獲得した。
1968年メキシコシティーオリンピック、1972年ミュンヘンオリンピックにも出場。1976年モントリオールオリンピックでは日本代表射撃チームのライフル射撃監督を務めた。
福岡県警察では八幡西警察署署長を務めた。
2019年10月12日、心不全のため死去。83歳没。